# 張廷翰 (陵川人)
張廷翰（?—969年），澤州陵川人。初為後漢高祖親校。漢祖入汴梁，補內殿直，遷東西班軍使。周初，改護聖指揮使。從周世宗平淮甸，因功遷鐵騎右第二軍都虞候。顯德末，改殿前散都頭都虞候。宋初，權為鐵騎左第二軍都校、領開州刺史。從平揚州，又因功遷控鶴左廂都指揮使、領果州團練使。未幾，轉龍捷左廂都指揮使、領春州團練使。乾德中，興師伐蜀，以張廷翰為歸州路行營馬軍都指揮使，隨劉廷讓由歸州路進討。蜀平，授侍衞馬步軍都虞候、領彰國軍節度。開寶二年，宋太祖親臨問疾，未幾卒，年五十三。贈侍中。

## 延伸阅读
[在维基数据编辑]
 《宋史·卷259》，出自脱脱《宋史》